# Elements, Pt. 2
Elements, Pt. 2 is het tiende album van Stratovarius, uitgebracht in 2003 door Nuclear Blast.

## Nummers
1. Alpha & Omega – 6:38
2. I Walk to My Own Song – 5:03
3. I'm Still Alive – 4:50
4. Season of Faith's Perfection – 6:08
5. Awaken the Giant – 6:37
6. Know the Difference – 5:38
7. Luminous – 4:49
8. Dreamweaver – 5:53
9. Liberty – 5:01

## Bezetting
- Timo Kotipelto - zanger
- Timo Tolkki - gitarist
- Jari Kainulainen - bassist
- Jens Johansson - keyboardspeler
- Jörg Michael - drummer